# ژاک ریموند
ژاک ریموند (انگلیسی: Jacques Rémond؛ زادهٔ ۲۳ ژانویهٔ ۱۹۴۸) بازیکن فوتبال اهل فرانسه است.
از باشگاه‌هایی که در آن بازی کرده‌است می‌توان به باشگاه فوتبال پاری سن ژرمن، آ.اس موناکو، و باشگاه فوتبال کن اشاره کرد.